# Benešov nad Černou
Benešov nad Černou, bis 1948 Německý Benešov (deutsch Deutsch Beneschau) ist eine Gemeinde im Okres Český Krumlov in Tschechien. Sie gehört zur Region Jihočeský kraj.

## Geographie
Benešov liegt zwischen dem Hühnergebirge und dem Gratzener Bergland an der Schwarzau. Nachbarorte sind Klení (Gollnetschlag) im Norden, Rychnov u Nových Hradů und Valteřov (Waldetschlag) im Nordosten, Hojná Voda im Osten, Černé Údolí (Schwarzthal) und Pohorská Ves im Südosten, Radčice im Süden, Malonty und Desky im Südwesten sowie Děkanské Skaliny (Dechant Gallein) und Soběnov im Nordwesten.
Östlich und südöstlich von Benešov, an der Grenze zu Österreich, befinden sich zwei der ältesten Naturreservate Europas, der 1838 ausgerufene Urwald Hojná Voda und der Žofínský prales.

### Gemeindegliederung
Die Gemeinde Benešov nad Černou besteht aus den Ortsteilen Benešov nad Černou, Černé Údolí (Schwarzthal), Daleké Popelice (Dalleken), Děkanské Skaliny (Dechant Gallein), Dluhoště (Ottenschlag), Hartunkov (Hardetschlag), Klení (Gollnetschlag), Kuří (Hermannschlag), Ličov (Litschau), Pusté Skaliny (Klein Gallein, auch Jakobs-Gallein), Valtéřov (Waldetschlag), Velké Skaliny (Groß Gallein) und Velký Jindřichov (Groß Heinrichschlag). Grundsiedlungseinheiten sind Benešov nad Černou, Černé Údolí, Děkanské Skaliny, Dluhoště, Hartunkov, Kamenice (Henneberg), Klení, Kuří, Ličov, Valtéřov und Velké Skaliny. Zu Benešov nad Černou gehören zudem die
Wohnplätze Kroha, Strouha, Svatý Vít, Třebíčko (Sankt Gabriela), U Rybníků und Zikeš.  Auf den Gemeindefluren liegen die Wüstungen Klepná (Kleppendorf), Malý Jindřichov (Klein Heinrichschlag) und Starý Holand (Altholland).
Das Gemeindegebiet gliedert sich in die Katastralbezirke Benešov nad Černou, Děkanské Skaliny, Dluhoště, Hartunkov, Klení, Kuří, Ličov, Valtéřov und Velký Jindřichov.

### Nachbargemeinden
| Soběnov | Slavče                                      | Kamenná u Trhových Svinů |
| Kaplice | Kompassrose, die auf Nachbargemeinden zeigt | Horní Stropnice          |
| Malonty | Pohorská Ves                                |                          |

## Geschichte

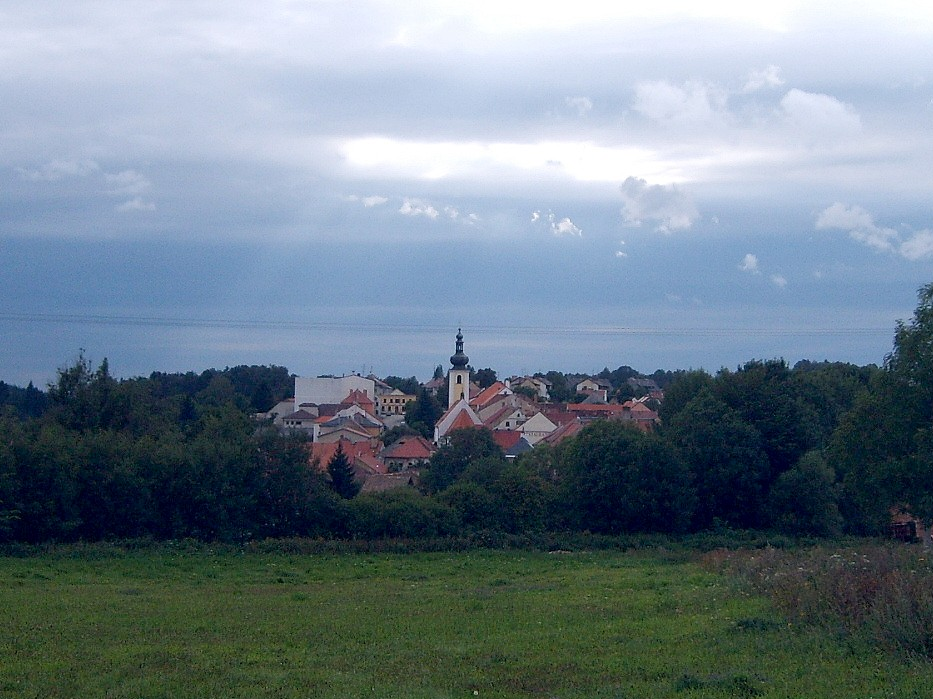
Gesamtansicht

Beneschau wurde in der zweiten Hälfte des 13. Jahrhunderts von Beneš von Michalovice gegründet, von dem sich der Ortsname ableitet. Erstmals schriftlich erwähnt wurde es 1332, als die ursprüngliche St.-Jakob-Kapelle zur Kirche umgebaut wurde. Johann Georg von Schwanberg (Jan Jiří ze Švamberka) verlieh dem Ort das Privileg des Bierbrauens sowie je einen Jahrmarkt am Osterdienstag und am St.-Jakobs-Tag. 1383 wurde Beneschau zum Markt erhoben, wobei es weitere Rechte erhielt. 1387 erwarb Ulrich I. von Rosenberg Beneschau und verband es mit seiner Herrschaft Gratzen. Er bestätigte 1423 die bisherigen Privilegien und gewährte zudem das Meilenrecht. 1553 wurden das Rathaus und ein Spital erstmals erwähnt. 1570 baute Jakob Krčín von Jelčany eine Brauerei und 1594 wurde auf dem Stadtplatz ein neues Rathaus im Renaissancestil erbaut. 1881 erfolgte die Erhebung zur Stadt, die nunmehr als Deutsch Beneschau bezeichnet wurde. Im 19. Jahrhundert verlor der Ort durch mehrere Brände sein ursprüngliches Aussehen.
1885 wurde eine sechsklassige Schule sowie eine landwirtschaftliche Fortbildungsschule errichtet. Von wirtschaftlicher Bedeutung waren neben der Landwirtschaft Mühlen, Sägen, Hammerschmieden und Töpferei sowie eine Fabrik für Holzwolle und Holzhandel.
Im Jahr 1900 hatte Deutsch Beneschau 1.982 Einwohner. Darunter waren 1.969 deutsch- und 3 tschechischsprachig.
Nach 1945 wurden die deutschen Bewohner vertrieben und der tschechische Name 1948 von Německý Benešov auf den heutigen Namen, welcher sich auf den Fluss Černá bezieht, geändert. 1995 wurde der historische Teil von Benešov zur Denkmalschutzzone ernannt.

## Sehenswürdigkeiten

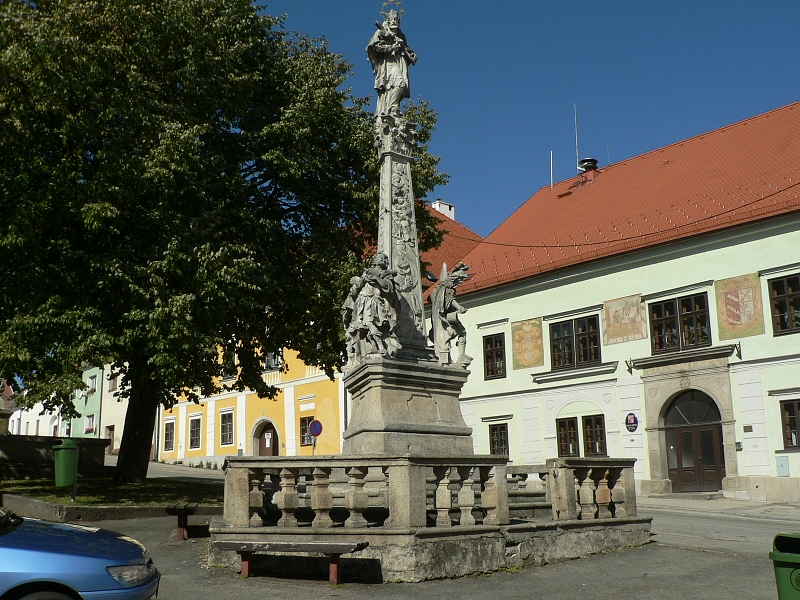
Nepomuk-Säule und Rathaus

- Burgruine Sokolčí, um 1358 angelegte Festung, die seit den Hussitenkriegen verlassen ist.
- Die ursprünglich gotische St.-Jakob-Kirche wurde im 17. Jahrhundert im Stil des Barock neu umgebaut.
- Rathaus aus dem Jahr 1594
- Ehemalige Brauerei von 1570
- Die dreieckige Säule des hl. Johannes von Nepomuk von 1726 enthält Reliefs der Heiligen Dominik, Leonard und Wenzel sowie Statuen der Heiligen Florian und Rochus.

## Persönlichkeiten

### Söhne und Töchter der Stadt
- Josef Gangl (1868–1916), österreichischer Schauspieler und Schriftsteller
- Walter Dick (1899–1990), deutscher Chirurg
- Walter Schicho (* 1945), österreichischer Afrikawissenschaftler und Entwicklungsforscher
- Herbert Prügl (1946–2007), österreichischer Motorradrennfahrer

### Weitere Persönlichkeiten
- Adalbert Stifter (1805–1868), österreichischer Schriftsteller, Lyriker, Maler und Pädagoge. Stifter wohnte mehrmals bei seinem Onkel in der Beneschauer Mühle.